# RTXコーポレーション
RTX コーポレーション（英: RTX Corporation(英語版) ）、旧レイセオン・テクノロジーズ (英語: Raytheon Technologies Corporation)は、アメリカ合衆国バージニア州アーリントンに本部を置き、防衛・航空宇宙事業を展開する多国籍企業である。

## 概要
2020年4月に設立時の社名はレイセオン・テクノロジーズであったが、2023年7月にRTX コーポレーションに変更した。ニューヨーク証券取引所のティッカーシンボルはRTXである。本社はバージニア州アーリントンに所在する。
主な事業内容は、航空機エンジン、アビオニクス、機体、サイバーセキュリティ、ミサイル、防空システム、そして無人航空機である。航空宇宙・防衛産業を代表する巨大軍需企業であり、その収入の多くはアメリカ合衆国政府の軍事予算から請け負っている。売上高・時価総額ともに軍需産業でトップクラスである（同業他社は、ボーイング、ロッキード・マーティン、ノースロップ・グラマン、ジェネラル・ダイナミクスなど）。
事業部門は、コリンズ・エアロスペース、プラット・アンド・ホイットニー、およびレイセオン（旧Raytheon Intelligence & SpaceおよびRaytheon Missiles & Defense）の三つからなる。

## 歴史

### レイセオン・テクノロジーズ
レイセオン・テクノロジーズは、ユナイテッド・テクノロジーズ (UTC) の航空宇宙事業部門とレイセオンが経営統合し、2020年4月3日に設立された。統合前に、UTCは オーチス・エレベータ・カンパニーとキヤリアをスピンオフさせている。UTCが名目上の存続会社だが、その本社は旧レイセオンの本社を引き継ぎマサチューセッツ州ウォルサムに所在していた。
初代CEOは、かつてのユナイテッド・テクノロジーズのCEOかつ会長だったen:Gregory J. Hayesである。取締役会長は、かつてのレイセオンのCEOかつ会長だったen:Thomas A. Kennedyである。
UTCの時代から80年以上ダウ平均株価の構成銘柄であり続けたが、2020年8月に除外された。
2022年6月には、本社をペンタゴンなど連邦政府の所在するワシントンDCに隣接するバージニア州アーリントンに移転すると発表した。

### RTX コーポレーション
2023年7月1日、新社名のRTX コーポレーションに変更した。また、本社のバージニア州への移転が完了した。さらに、事業部門のen:Raytheon Intelligence & Spaceとen:Raytheon Missiles & Defenseが合併して、単にRaytheonという名前の事業部門となった。

## 事業部門
- プラット・アンド・ホイットニー: 航空機エンジンとガスタービンの設計・製造
- コリンズ・エアロスペース: 商用・軍事用航空機システムや、化学・食品加工・建設・採掘業務用の産業用機器の設計と製造。国際宇宙計画の主要製造業者。ロックウェル・コリンズ（2018年にUTCが買収）とUTC Aerospace Systems（2012年にハミルトン・サンドストランドとグッドリッチが経営統合して設立）が2018年に経営統合して設立された。
- レイセオン
  - Raytheon Intelligence & Space: 旧en:Raytheon Intelligence, Information and Services (IIS) とen:Raytheon Space and Airborne Systems (SAS)
  - Raytheon Missiles & Defense: 旧en:Raytheon Integrated Defense Systems (IDS) とen:Raytheon Missile Systems (RMS)

### ロボット開発
2007年11月、ロボット研究・生産への事業拡大を目指してサルコス（英: Sarcos(英語版)、現英: Palladyne AI(英語版)）を買収した。
2007年から2015年まで、サルコスはレイセオンのロボット部門として「レイセオン・サルコス」の名称で運営されていた。レイセオンによる買収当時、DARPAの助成金を受けて設計された外骨格は、早ければ2008年にアメリカ陸軍向けに生産開始される予定だったが、レイセオン・サルコスの外骨格は、可動性を著しく制限するテザーで動作し、その結果、国防総省からの継続的な関心の欠如により、外骨格の製造はプロトタイプ段階から先には進まなかった。